# Doryscelis annaemariae
Doryscelis annaemariae är en skalbaggsart som beskrevs av Viossat A. och R. 1988. Doryscelis annaemariae ingår i släktet Doryscelis och familjen Cetoniidae. Inga underarter finns listade i Catalogue of Life.